# Pistillaria diaphana
Pistillaria diaphana är en svampart som först beskrevs av Heinrich Christian Friedrich Schumacher, och fick sitt nu gällande namn av Elias Fries 1821. Pistillaria diaphana ingår i släktet Pistillaria och familjen trådklubbor.   Inga underarter finns listade i Catalogue of Life.